# Imperatritsa Mariya (1915)
El Imperatritsa Mariya (en ruso: Императрица Мария: Emperatriz María) fue el primer buque de su clase de tres acorazados construidos para la Armada Imperial Rusa durante la Primera Guerra Mundial. Sirvió en la Flota del Mar Negro durante la guerra y cubrió a los acorazados anteriores al acorazado cuando bombardearon las instalaciones otomanas en 1915. El buque se enfrentó varias veces al crucero ligero otomano Midilli (antiguo SMS Breslau alemán) sin infligirle más daños que astillas. A finales de 1916, el Imperatritsa Mariya fue hundido en Sebastopol por la explosión de un polvorín, matando a 228 tripulantes. Posteriormente fue rescatado, pero su estado era muy deficiente. Finalmente fue desguazado en 1926, tras el final de la Guerra Civil Rusa.

## Hundimiento

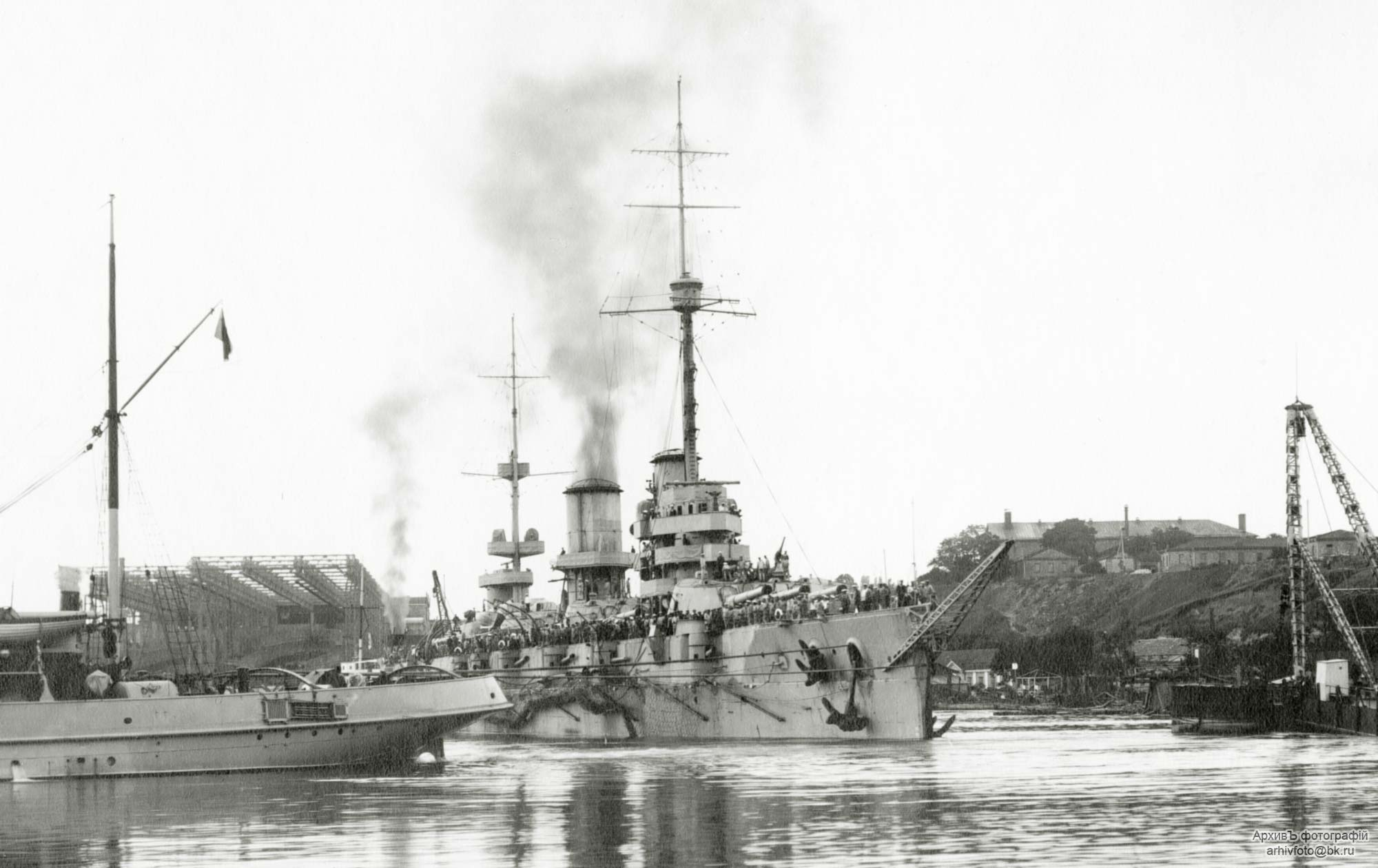
El Imperatritsa Mariya fondeada el 24 de junio de 1915; la estructura de su proa es una botavara de amarre, no un bauprés.

En la mañana del 20 de octubre de 1916, se descubrió un incendio en el polvorín de proa del Imperatritsa Mariya mientras estaba fondeado en Sebastopol, pero explotó antes de que se pudiera luchar contra el fuego. Sin embargo, los marineros dirigidos por el guardiamarina Ignatyev consiguieron inundar el polvorín de proa antes de la explosión a costa de sus propias vidas. Su acción probablemente evitó una detonación catastrófica y todos los demás polvorines fueron inundados como medida de precaución. 

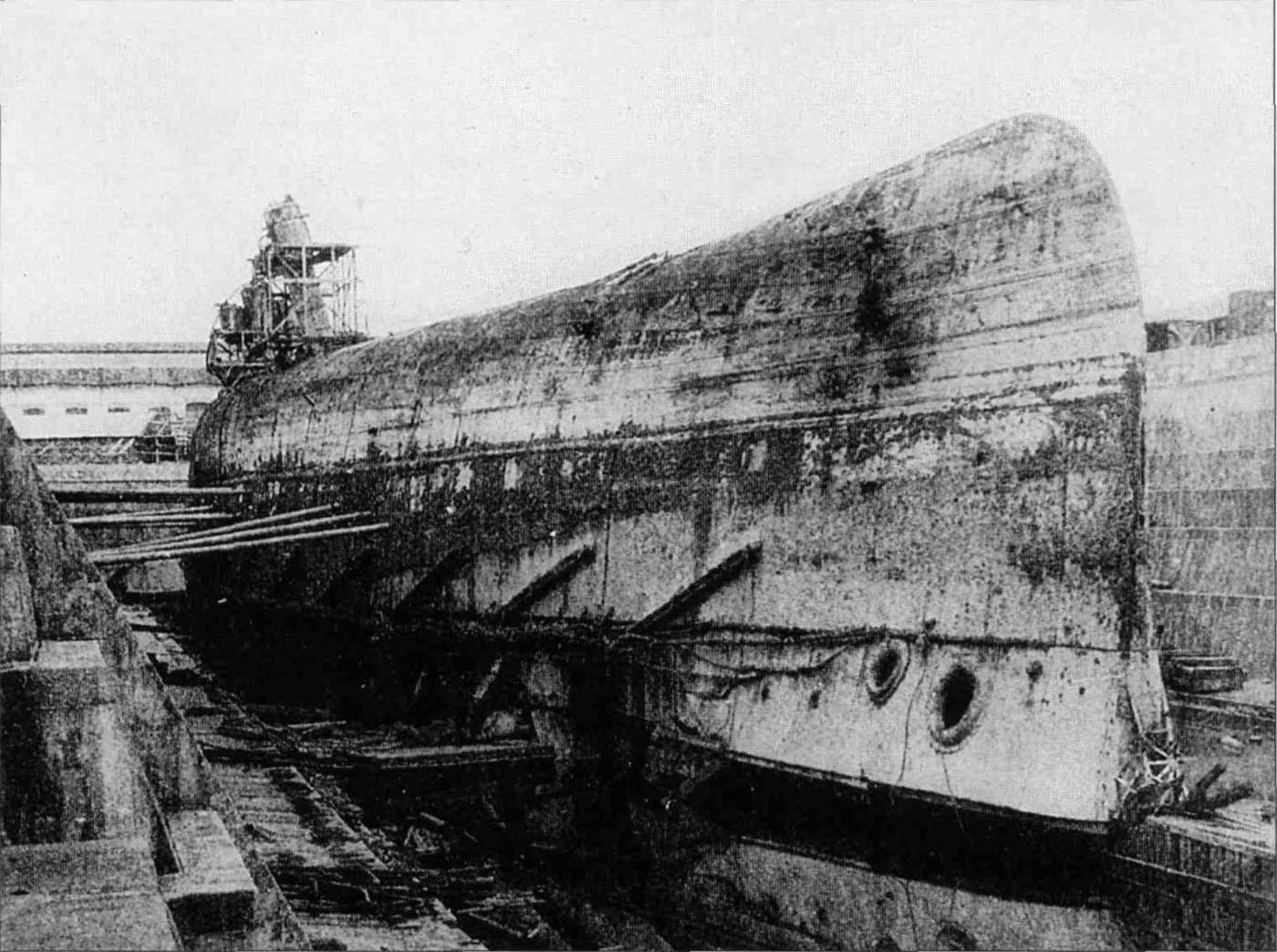
Casco del Imperatritsa Mariya en 1919 después de la recuperación de los restos

Unos cuarenta minutos después de la primera explosión, se produjo una segunda en las proximidades del compartimento de torpedos que destruyó la integridad estanca del resto de los mamparos de proa. El Imperatritsa Mariya comenzó a hundirse por la proa y se escoró a estribor. Unos minutos después volcó, llevándose por delante a 228 marineros. La investigación posterior determinó que la explosión fue probablemente el resultado de la combustión espontánea del propelente a base de nitrocelulosa al descomponerse.
Tras una compleja operación de salvamento, el buque fue reflotado el 18 de mayo de 1918 y trasladado al Dique Seco Norte de Sebastopol el 31 de mayo, aún boca abajo. El caos de la Revolución Rusa de 1917 y la Guerra Civil Rusa impidió que se realizaran más reparaciones, aunque se retiraron sus cañones de 130 mm. En 1923, los bloques de madera que lo sostenían se estaban pudriendo. Fue sacado a flote y encallado en aguas poco profundas en 1923. En junio de 1925 se aprobó su desguace, que se hizo oficial el 21 de noviembre de 1925, aunque los trabajos no comenzaron hasta 1926, cuando fue reflotado y trasladado de nuevo al dique seco. Sus torretas, que se habían desprendido del buque al zozobrar, fueron rescatadas posteriormente. Dos de ellas se utilizaron como la 30.ª Batería de Defensa Costera para defender la ciudad durante el Sitio de Sebastopol en la Segunda Guerra Mundial.